# Erich Ganzenmüller
Erich Ganzenmüller (* 5. Januar 1914 in Stuttgart; † 24. August 1983 in Schwäbisch Gmünd) war ein deutscher Politiker der CDU.

## Ausbildung und Beruf
Ganzenmüller besuchte die Oberrealschule in Stuttgart. Anschließend ein Lehrerseminar und eine Musikhochschule. Als Student wurde er Mitglied der KStV Alamannia Tübingen im KV. Bis 1939 war er als Lehrer an verschiedenen Schulen tätig und dann bis 1945 Soldat. Nach dem Krieg wurde Ganzenmüller als Professor für Didaktik und Methodik der Musik an die Pädagogische Hochschule Schwäbisch Gmünd berufen. Als Musikpädagoge setzte er sich besonders für eine einheitliche Förderung des gesamten musischen Bereichs ein.

## Partei und Ämter
Nach dem Krieg engagierte sich Ganzenmüller auch politisch und trat in die CDU ein. Ab 1950 lebte er in Schwäbisch Gmünd. Bald darauf erhielt er von 1956 bis 1976 ein Mandat im Gemeinderat der Stadt Schwäbisch Gmünd und im Kreistag des Landkreises Schwäbisch Gmünd. Von 1961 bis 1975 war er zudem Stellvertreter des Oberbürgermeisters. 1960 wurde er als Abgeordneter in den Landtag von Baden-Württemberg gewählt, wo er ab 1968 die CDU-Fraktion anführte. 1972 übernahm Lothar Späth die Leitung der CDU-Fraktion. Ganzenmüller wurde daraufhin zum Stellvertretenden Landtagspräsidenten gewählt und zugleich Vorsitzender des Kulturpolitischen Ausschusses. Nachdem Landtagspräsident Camill Wurz 1976 auf eine erneute Kandidatur verzichtete, wurde Ganzenmüller zum Landtagspräsidenten gewählt. Ende der Legislaturperiode verzichtete er dann auf eine neue Kandidatur bei den Landtagswahlen 1980. Der neugewählte Landtag wählte anschließend Lothar Gaa zu seinem neuen Präsidenten.

## „Affäre Ganzenmüller“
Ganzenmüller machte öfters mit einer unglücklichen Wortwahl von sich reden. So bezeichnete er 1966 im Landtag die Novelle zum Finanzausgleichsgesetz als „Ermächtigungsgesetz“.
1971/72 erregte die sogenannte „Affäre Ganzenmüller“ die Öffentlichkeit. Auf einer CDU-Versammlung in Bad Waldsee im Dezember 1971 berichtete Ganzenmüller über Informationen, die er von deutschen Diplomatenkreisen in Rom erhalten haben wollte. Demnach hätte Bundeskanzler Willy Brandt seinen Friedensnobelpreis in erster Linie lediglich seinen guten Beziehungen zu verdanken und hätte „seine Hände manipulierend im Spiel“ gehabt. Zudem griff er Brandt und Wehner an, die Bundesrepublik mit Hilfe der Ostverträge „verdammt nahe an den anderen Block zu bringen“. Das Medienecho und die Empörung auf Seiten SPD und FDP waren groß. Seine Dementis wurden durch Tonbandaufnahmen widerlegt. Ganzenmüller distanzierte sich von seinen Äußerungen. Die CDU-Fraktion stellte sich schützend vor ihn, wählte jedoch 1972 Lothar Späth zum neuen Fraktionschef.
1976 bezichtigte Ganzenmüller den Bundestag, „nicht demokratisch, sondern diktatorisch“ über die Reform des Abtreibungsparagraphen 218 vorgegangen zu sein, da die Krankenhausträger vor der Abstimmung nicht gehört worden seien. Auch hier distanzierte sich Ganzenmüller nach dem medialen Echo. So habe er lediglich als Privatmann von seinem Recht der freien Meinungsäußerung Gebrauch gemacht und er sei missverstanden worden.

## Ehrungen und Auszeichnungen
Ganzenmüller wurde auf zahlreiche Weise geehrt. So erhielt er 1972 zunächst das Bundesverdienstkreuz I. Klasse, 1976 das Große Bundesverdienstkreuz, 1979 das Große Verdienstkreuz mit Stern und 1980 das Große Verdienstkreuz mit Stern und Schulterband.
Das Land Baden-Württemberg ehrte ihn 1978 mit der Verdienstmedaille des Landes Baden-Württemberg.
1976 wurde Ganzenmüller der Ehrenring der Stadt Schwäbisch Gmünd verliehen.
Ferner wurde ihm 1977 die Ehrenbürgerwürde der Stadt Neresheim und 1981 der Stadt Schwäbisch Gmünd erteilt. Bereits 1979 verlieh ihm die Pädagogische Hochschule Schwäbisch Gmünd die Ehrenbürgerwürde.
Der Blasmusikverband Baden-Württemberg verleiht für besondere Verdienste um die Förderung oder die Tätigkeit um die Belange der Blas- und Spielleutemusik die Erich-Ganzenmüller-Medaille in drei Stufen.
Hinzu kamen zahlreiche Auszeichnungen im Rahmen seiner ehrenamtlichen Tätigkeiten.

## Ehrenämter
- Präsident der Bundesvereinigung deutscher Blas- und Volksmusikerverbände
- Vorsitzender des Kolpingbildungswerks Württemberg
- Vertreter der Bläserorganisationen in der Arbeitsgemeinschaft Musikerziehung und Musikpflege des Deutschen Musikrates
- Dirigent des Gesangsvereins Alpenrose, des Singchors der Kolpingsfamilie und des Liederkranzes Straßdorf

## Familie und Privates

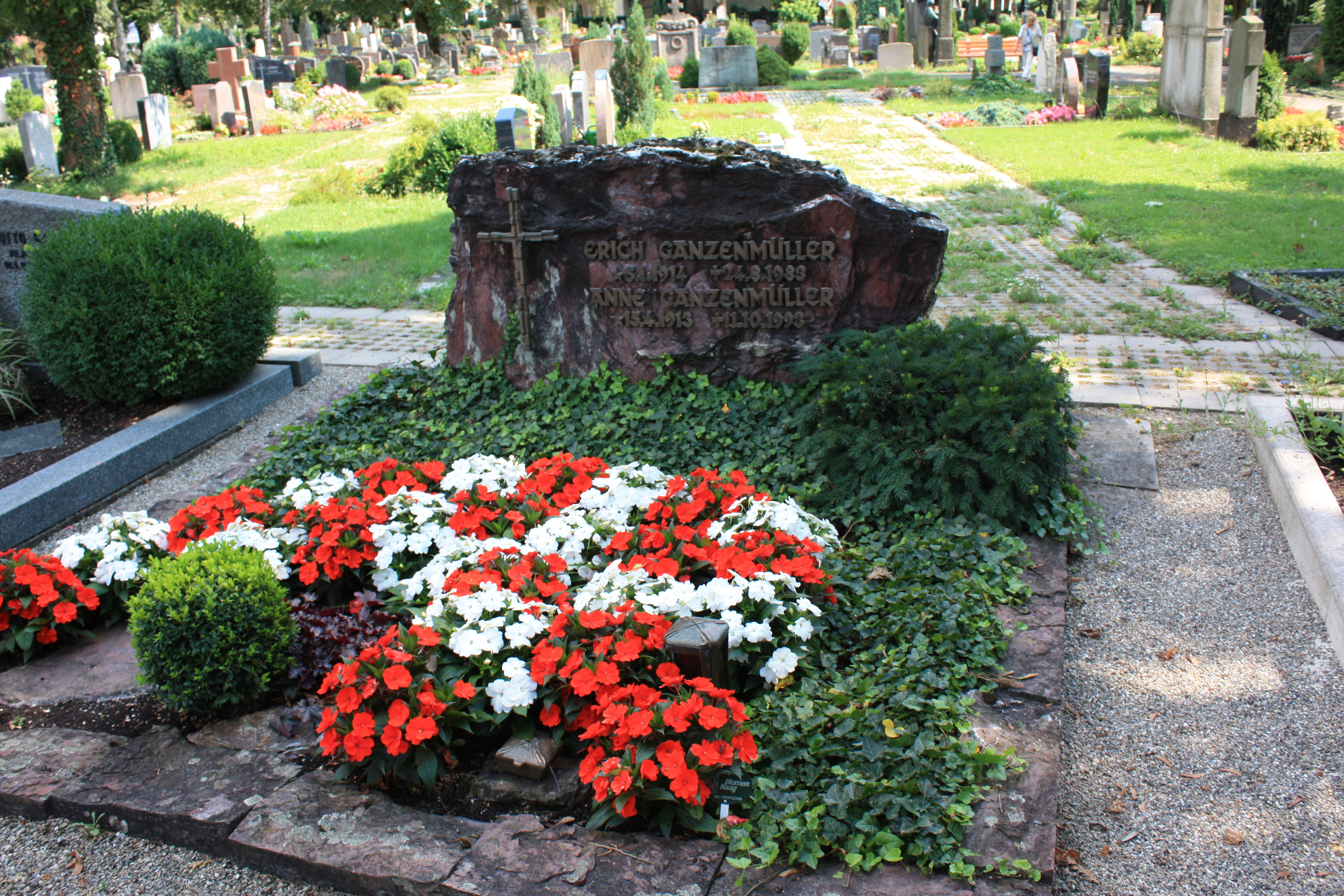
Ganzenmüllers Grab auf dem Leonhardsfriedhof

Neben seiner politischen Tätigkeit widmete sich Ganzenmüller auch der Musik. In seiner Zeit als Lehrer leitete er mehrere Chöre. Er war Präsident des Bundesverbands Deutscher Blas- und Volksmusikverbände. Als Schüler und Student war er dazu noch ein begeisterter Handballspieler. Schon kurz nach seinem Ausscheiden aus der aktiven Politik erkrankte Ganzenmüller und verstarb bereits drei Jahre später im Alter von nur 69 Jahren. Er wurde auf dem Gmünder Leonhardsfriedhof beigesetzt.
Er war verheiratet mit Anne und hatte vier Kinder.